# Круглик (Орловская область)
Круглик — посёлок в Мценском районе Орловской области России. Входит в состав Черемошёнского сельского поселения.

## География
Посёлок находится в северной части Орловской области, в лесостепной зоне, в пределах центральной части Среднерусской возвышенности, к востоку от автодороги 54К-1, на расстоянии примерно 21 км (по прямой) к юго-востоку от города Мценск, административного центра района. Абсолютная высота — 249 м над уровнем моря.
Климат
Климат населённого пункта характеризуется как умеренно континентальный с умеренно морозной зимой и теплым, иногда жарким летом. Средняя многолетняя температура самого холодного месяца — января, составляет −9,4 °С, температура самого теплого +19 °С.
Часовой пояс
Посёлок Круглик, как и вся Орловская область, находится в часовой зоне МСК (московское время). Смещение применяемого времени относительно UTC составляет +3:00.

## Население
| 2010 |
| ---- |
| 27   |

Половой состав
По данным Всероссийской переписи населения 2010 года, в гендерной структуре населения мужчины составляли 25,9 %, женщины — соответственно 74,1 %.
Национальный состав
Согласно результатам переписи 2002 года, в национальной структуре населения русские составляли 100 % из 21 чел.